# Michael Albinus
Michael Albinus „dantiscus“ (* 1610 in Pröbbernau, Danzig; † 1653 in Danzig) war ein Prediger und Poet. Er wurde in Pröbbernau (Pribbenau) auf der Nehrung in der Stadtrepublik Danzig geboren. Sein Vater Johannes Albinus war als Prediger in Pröbbernau angestellt.
Albinus Auß Preussen beschrieb den Unterricht bei Johannes Plavius, welcher aus Thüringen nach Danzig gezogen war und dort im Kreise der Danziger Barockdichtung verkehrte. 1638 erhielt Michael Albinus eine Stelle als Diakon an der Altstädtischen Katharinenkirche in Danzig.
Er starb 1653 in Danzig während einer Pestepidemie.